# برونو کادروس
برونو کادروس (به پرتغالی: Bruno Everton Quadros) مدافع اهل برزیل است که در شهر ریودو ژانیرو و در تاریخ ۳ فوریهٔ ۱۹۷۷ به دنیا آمده‌است.
برونو کادروس در تیم‌های فوتبال فلامینگو سابقهٔ حضور دارد.